# Шанбаллимор
Шанбаллимор (англ. Shanballymore; ирл. An Seanbhaile Mór, «старый городок») — деревня в Ирландии, находится в графстве Корк (провинция Манстер) вблизи от Донерейла, Килдоррери и Каслтаунроча, на главной дороге из Маллоу в Митчелстаун.